# Montparnasse

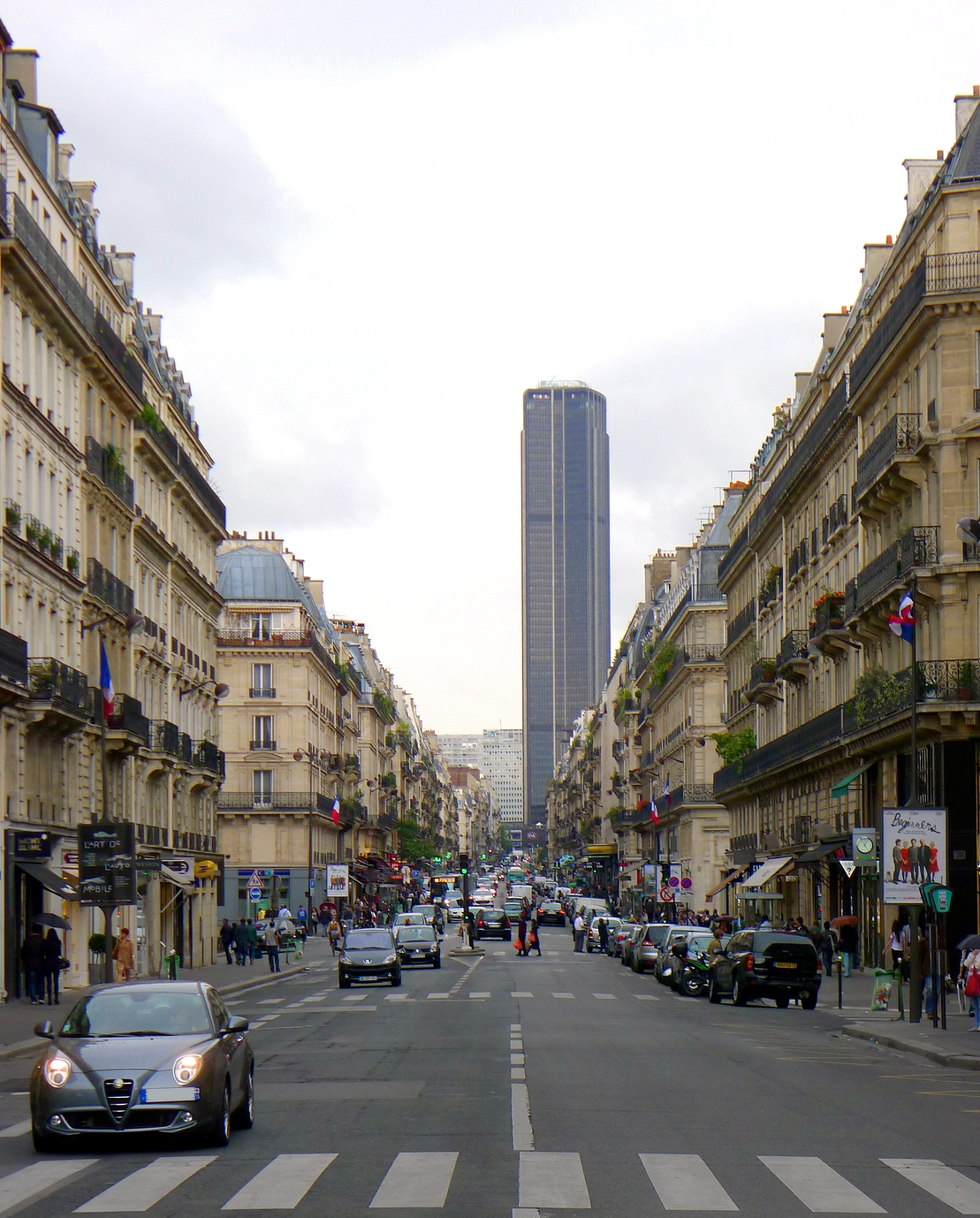
Vedere din Montparnasse

Montparnasse ([[mɔ̃paʁnas]]) este un cartier din Paris, Franța, care este situat pe malul stâng al râului Sena, centrat la intersecția dintre Bulevardul Montparnasse și Bulevardul Raspail. Aici se află Gara Montparnasse, un nod important de cale ferată.